# Râul Burdea, Vedea
Râul Burdea este un curs de apă, afluent al râului Vedea.